# Wakayama (thành phố)
Wakayama (和歌山市 Wakayama-shi) là thành phố đô thị trung tâm và là tỉnh lỵ của tỉnh Wakayama, Nhật Bản. Thành phố được thành lập vào năm 1889.
Thành phố ở phía Bắc của tỉnh, giáp với tỉnh Ōsaka. Phía Tây thành phố trông ra biển Seto Naikai. Về diện tích, thành phố chiếm không quá 4% toàn tỉnh. Nhưng về dân số, thành phố chiếm 40% toàn tỉnh. Vì thế, xét theo mật độ dân số, ở vùng Kinki, thành phố Wakayama chỉ kém các thành phố Ōsaka và Kobe.
Vào thời kỳ Edo, nơi đây là lãnh địa của gia tộc Kishū Tokugawa, một trong ba chi họ của gia tộc shōgun Tokugawa. Trưởng họ đời thứ năm của gia tộc này, Tokugawa Yoshimune, được chọn làm shōgun đời thứ tám của nhà Tokugawa. Hiện, thành Wakayama của gia tộc này vẫn còn được giữ gìn và tọa lạc tại trung tâm thành phố.
Thành phố là quê hương của Matsushita Kōnosuke (người sáng lập tập đoàn Matsushita), Yamaha Torasuku (người sáng lập tập đoàn Yamaha) và nhiều doanh nhân nổi tiếng khác.
Kinh tế thành phố sa sút từ sau khi các nhà máy luyện thép của Sumitomo được rời đi nơi khác.
Các sản vật nổi tiếng của thành phố Wakayama là umeboshi và quýt Nhật.

## Liên kết ngoài

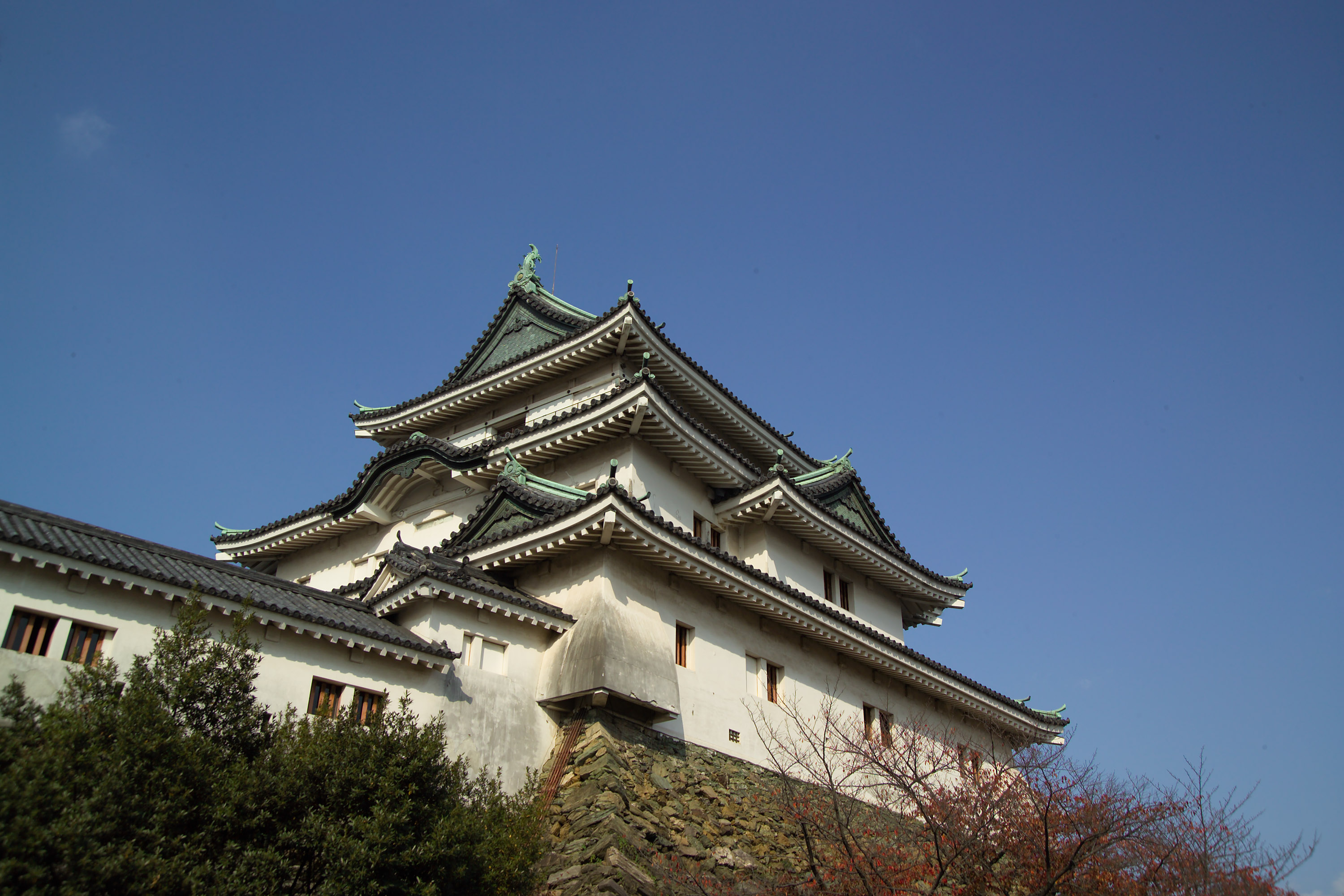
Thành Wakayama ở trung tâm thành phố.

## Hình ảnh

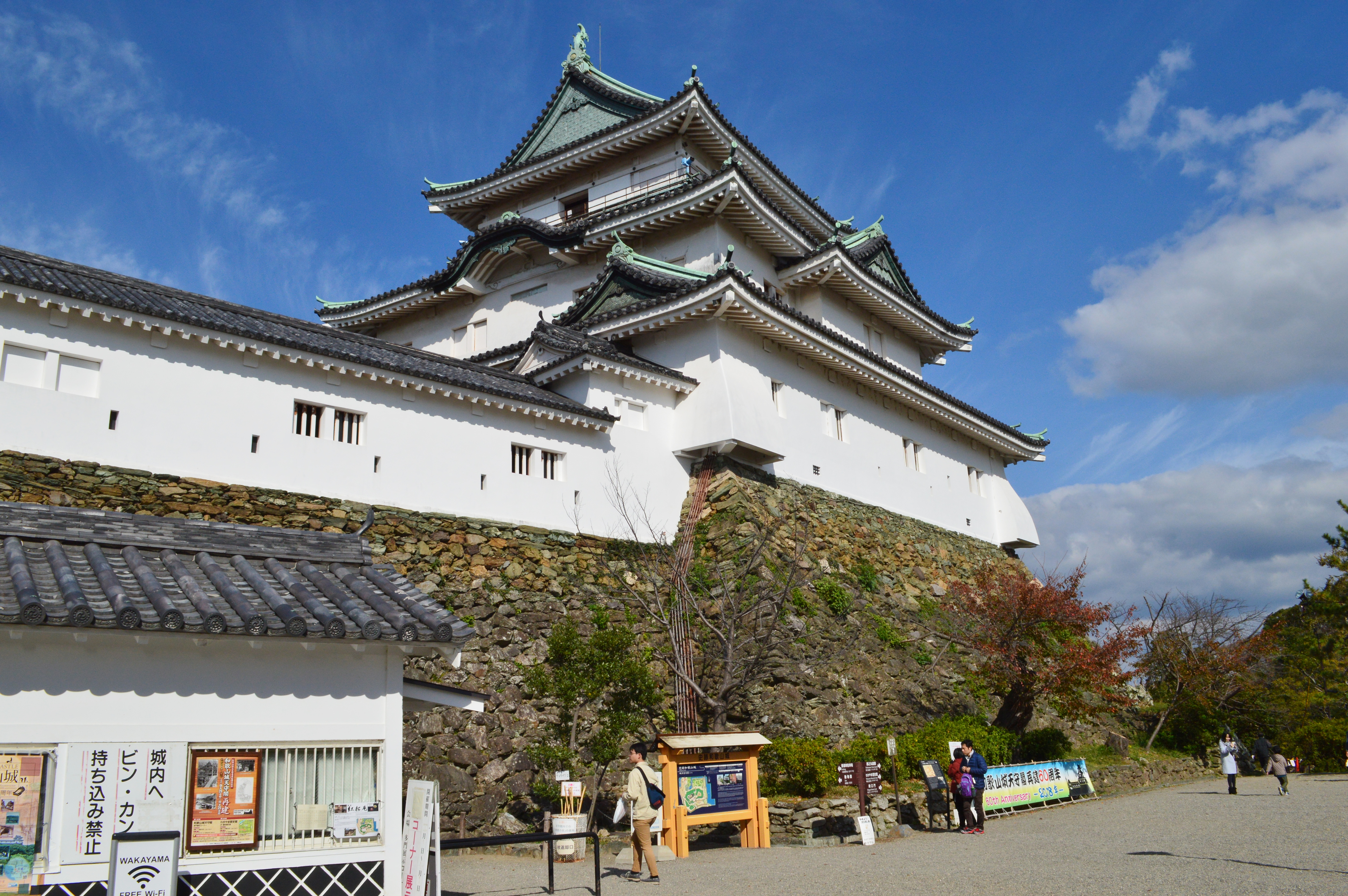
和歌山城
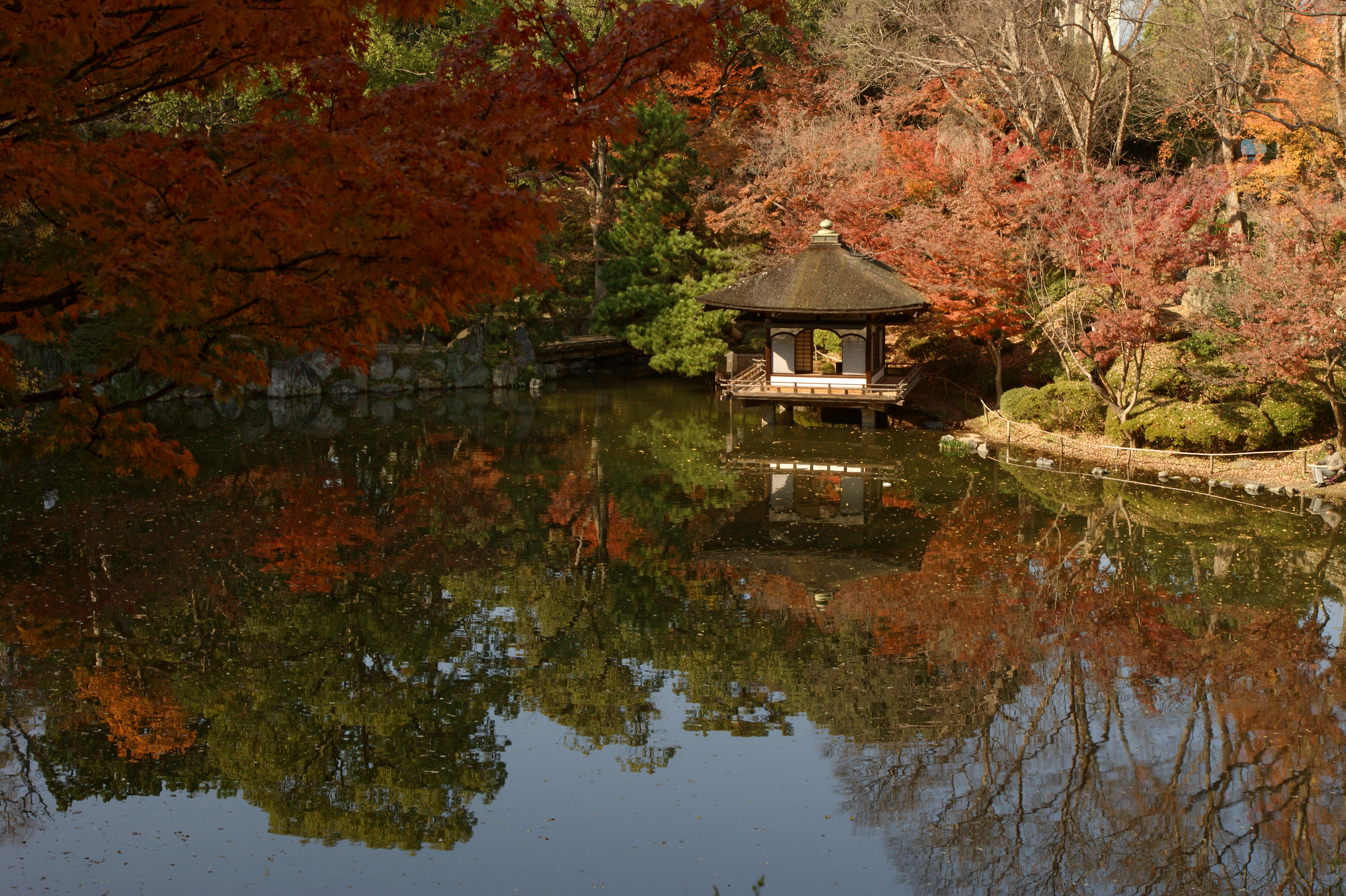
和歌山城西之丸庭園
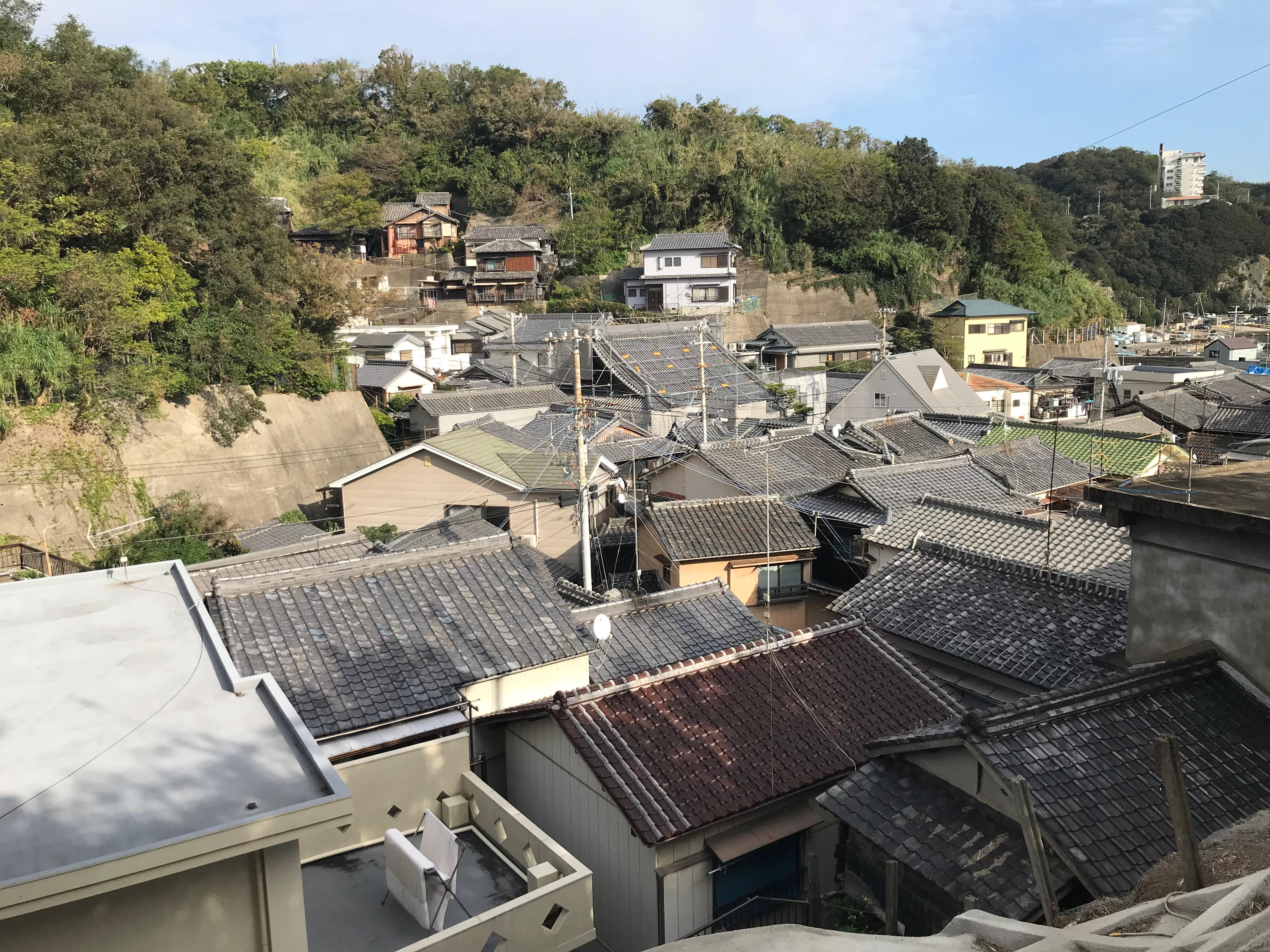
雑賀崎
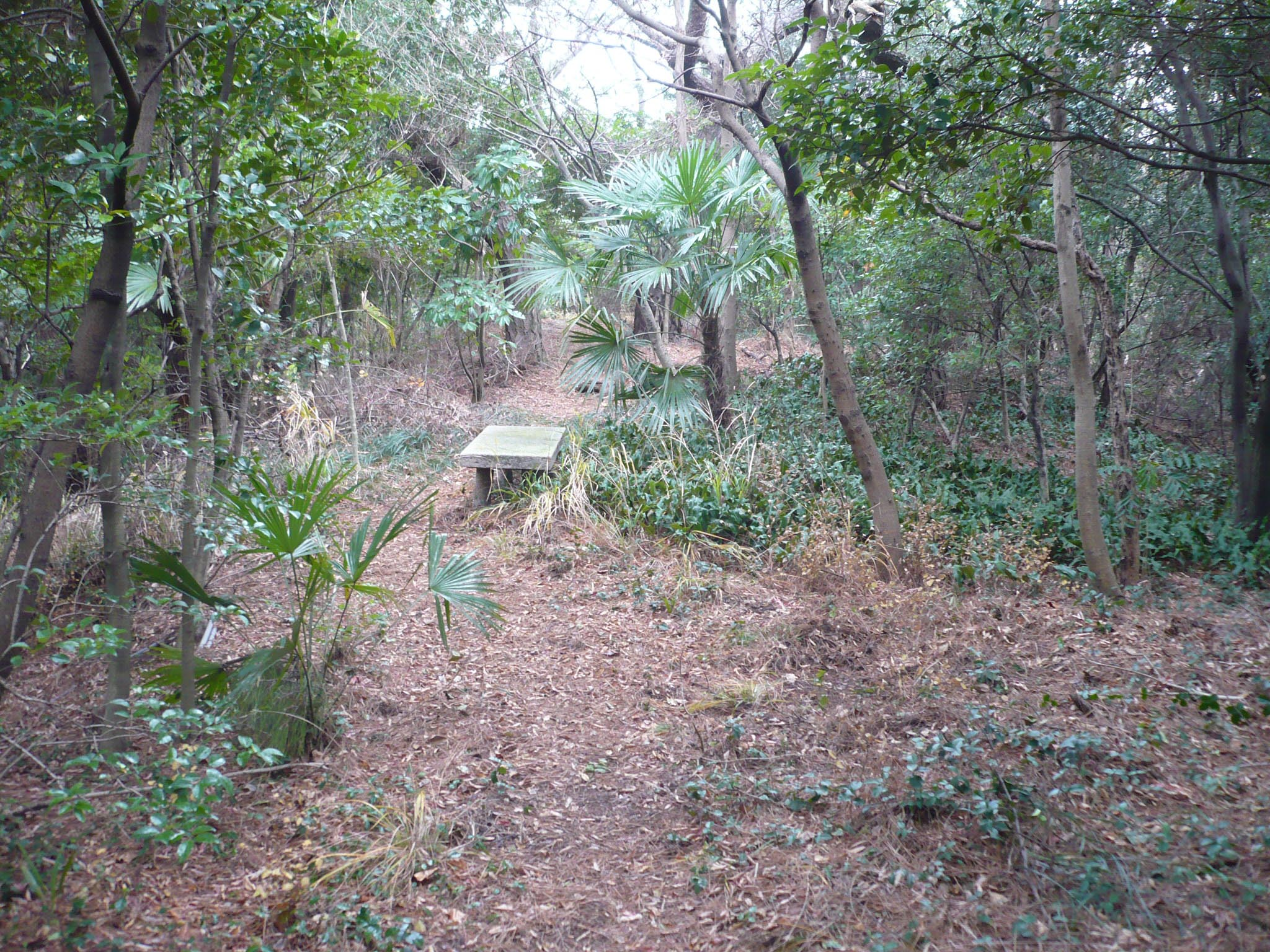
雑賀城
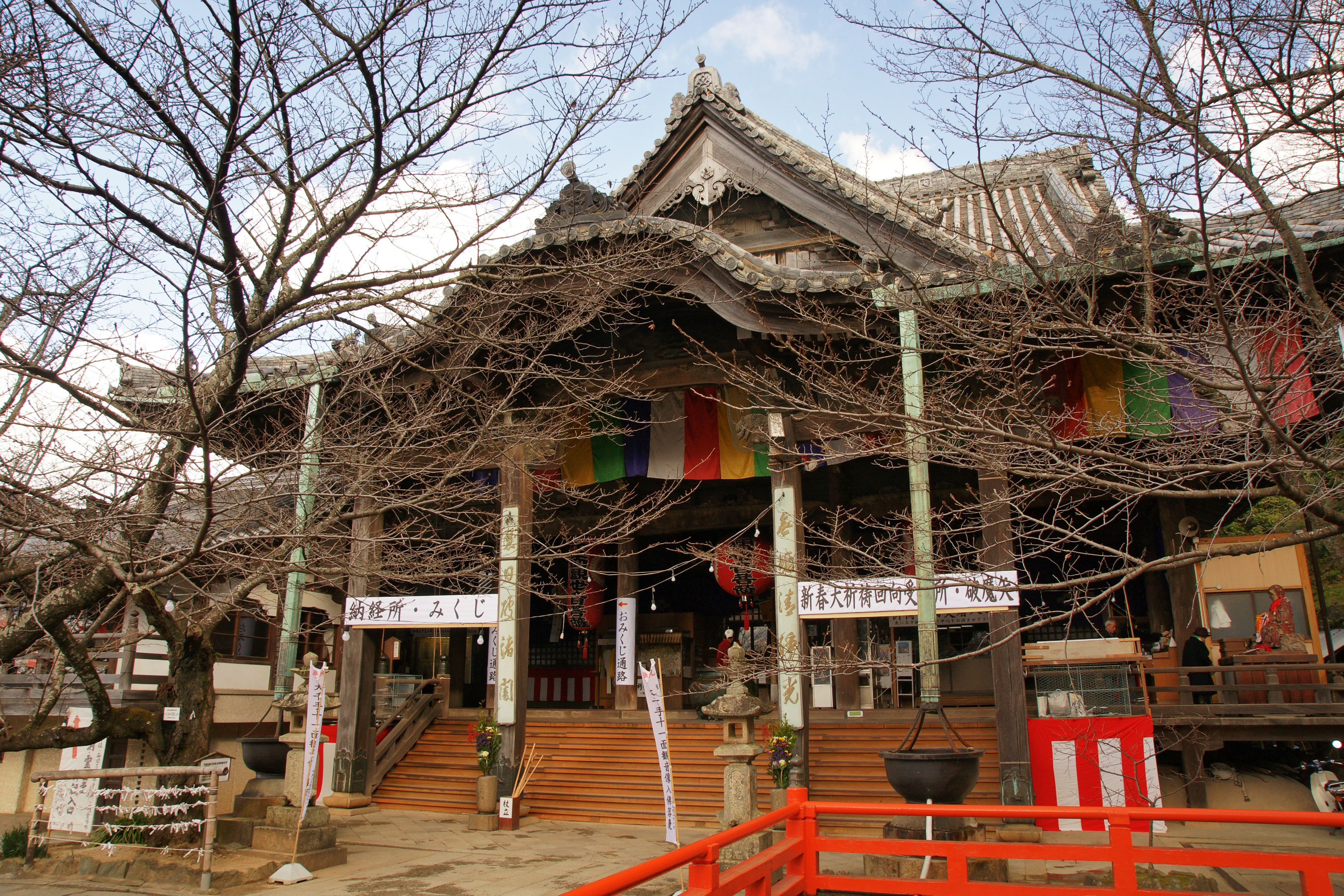
紀三井寺
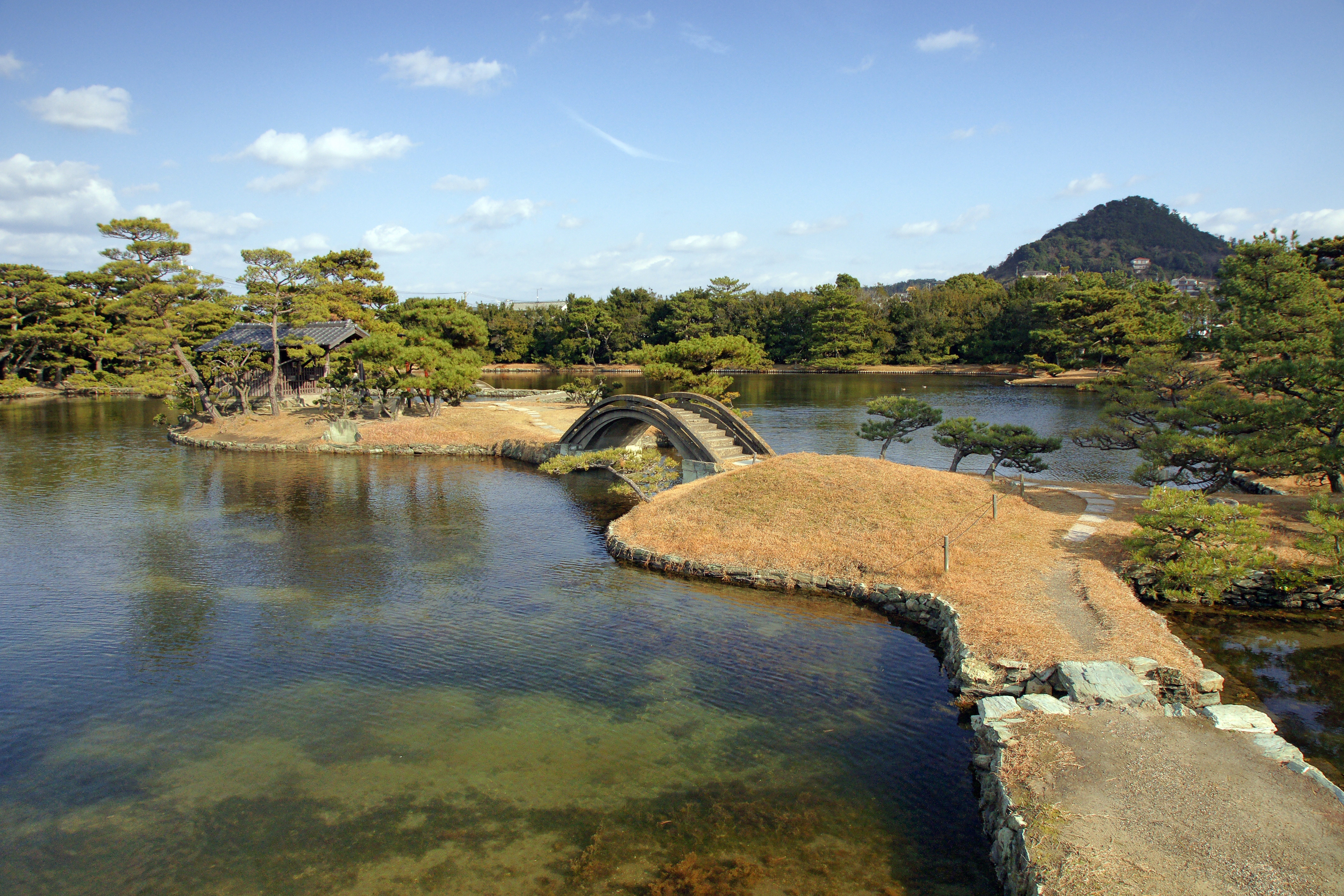
養翠園
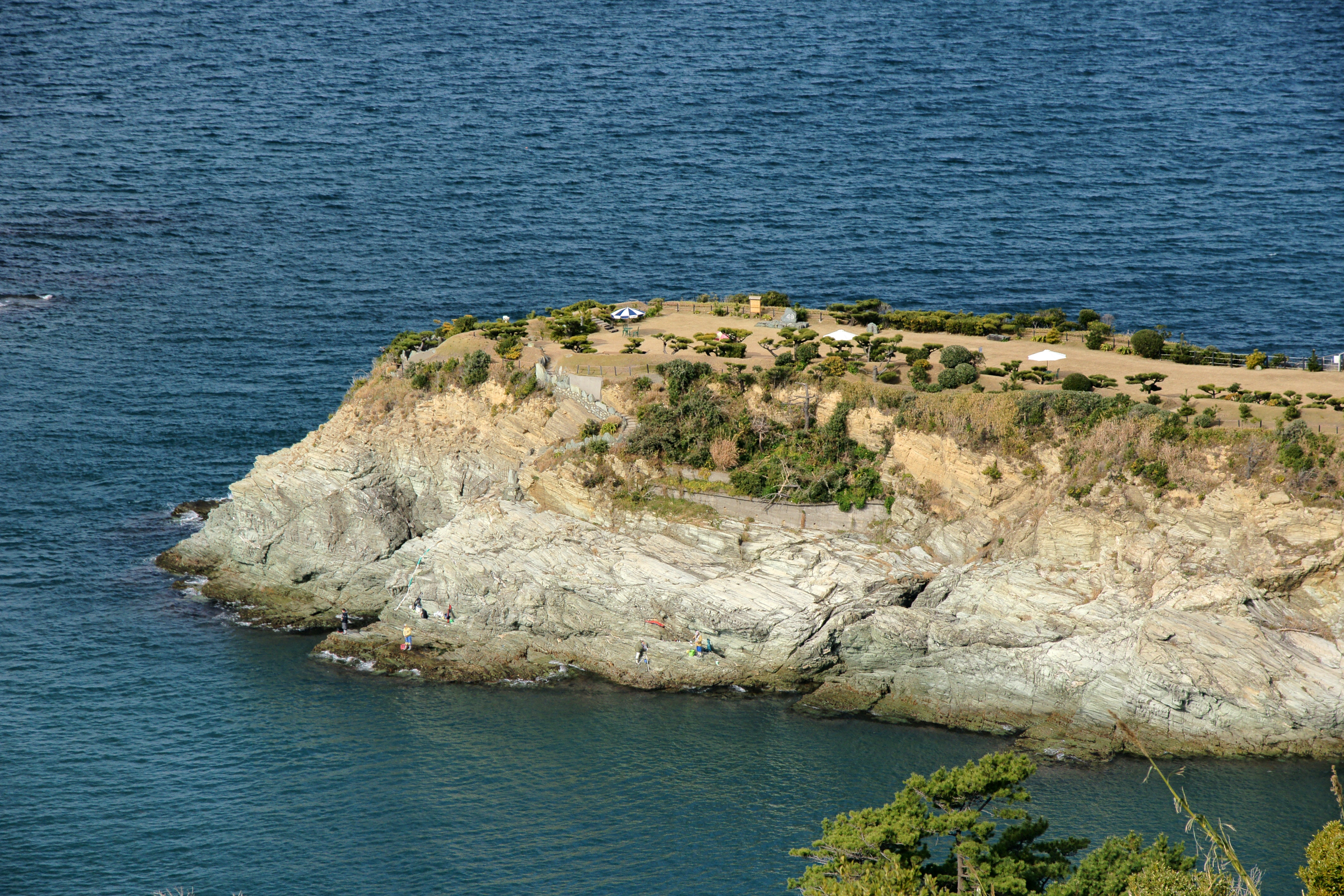
番所庭園
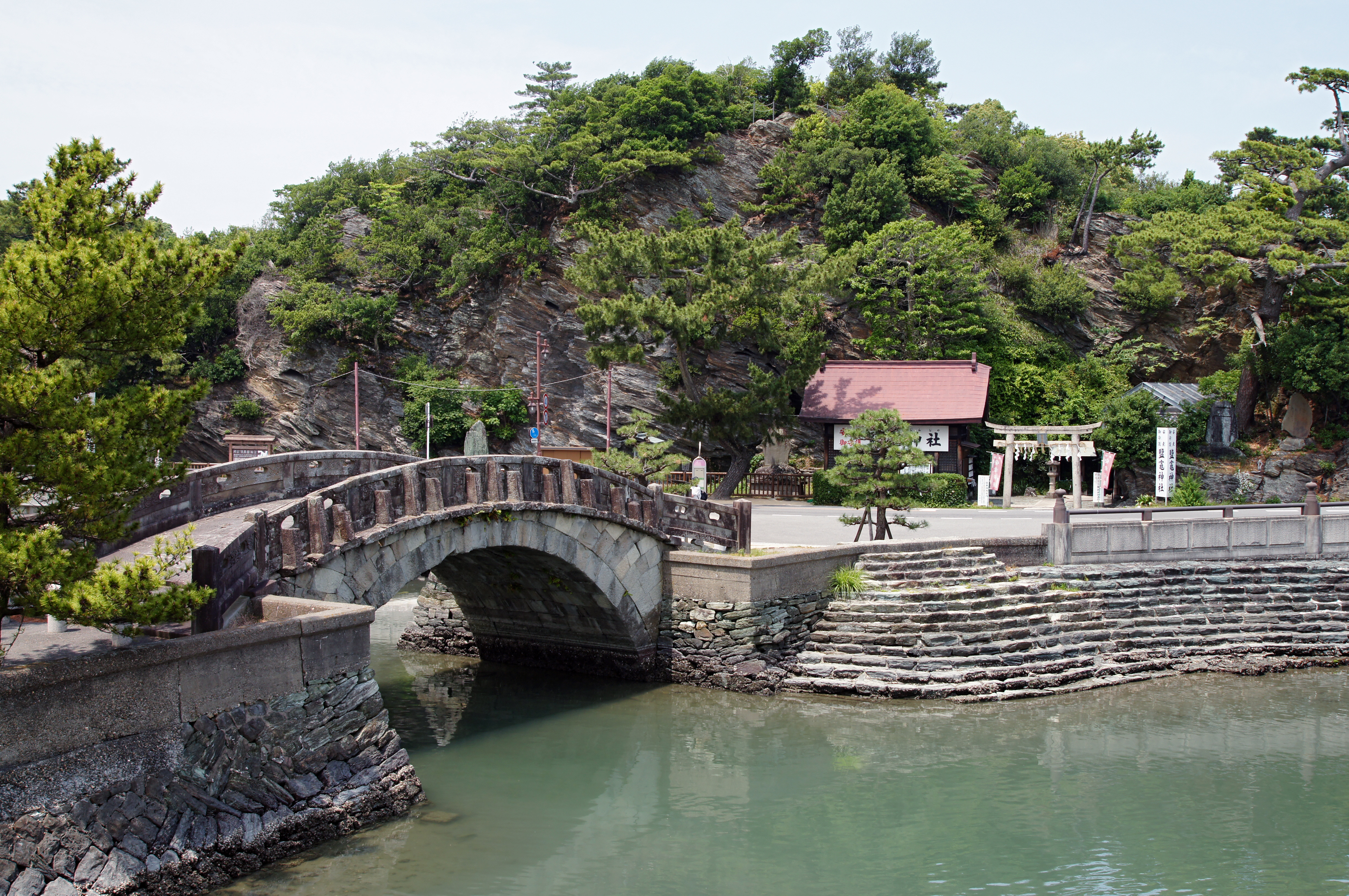
和歌浦
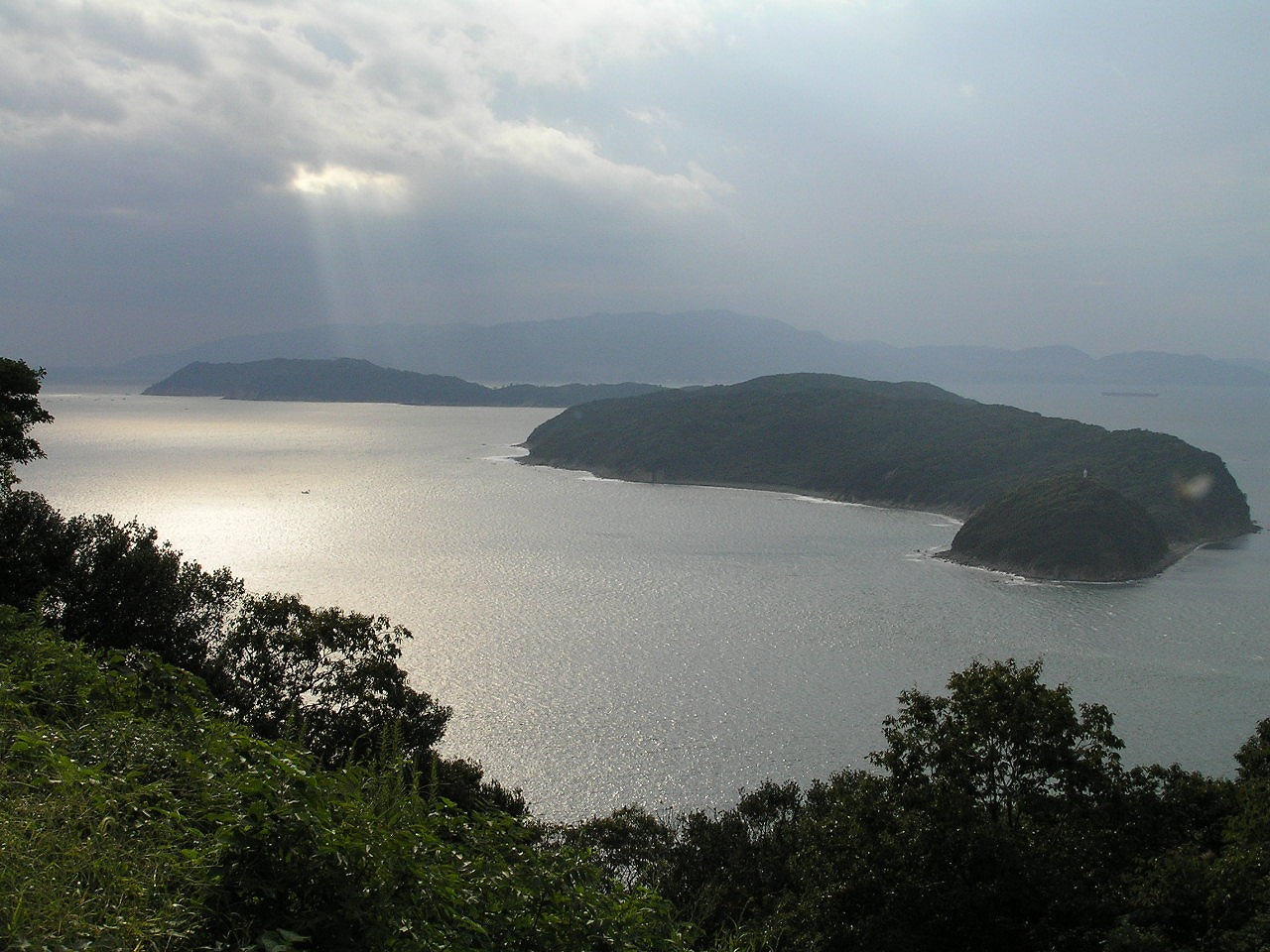
友ヶ島
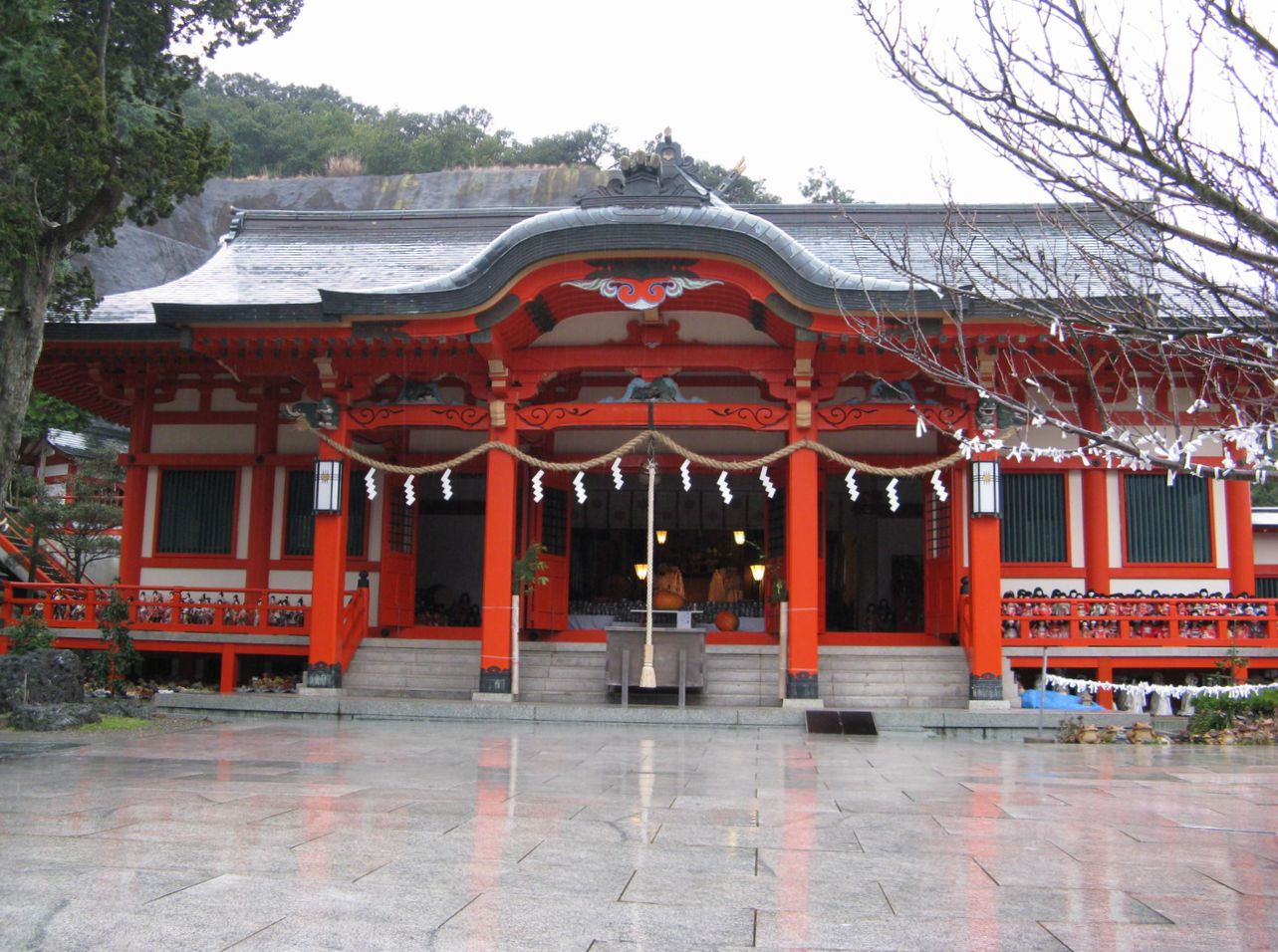
淡嶋神社
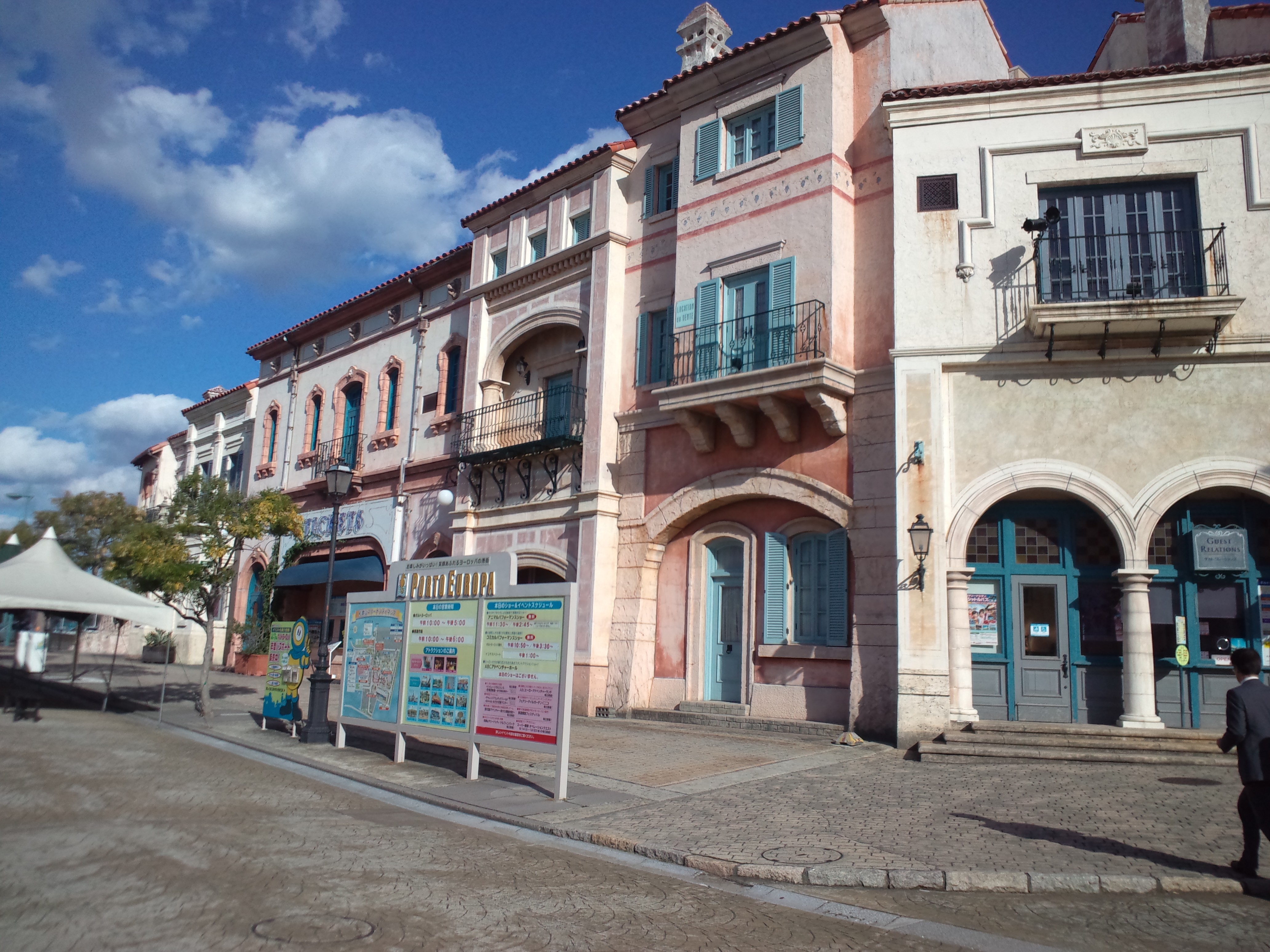
和歌山マリーナシティ
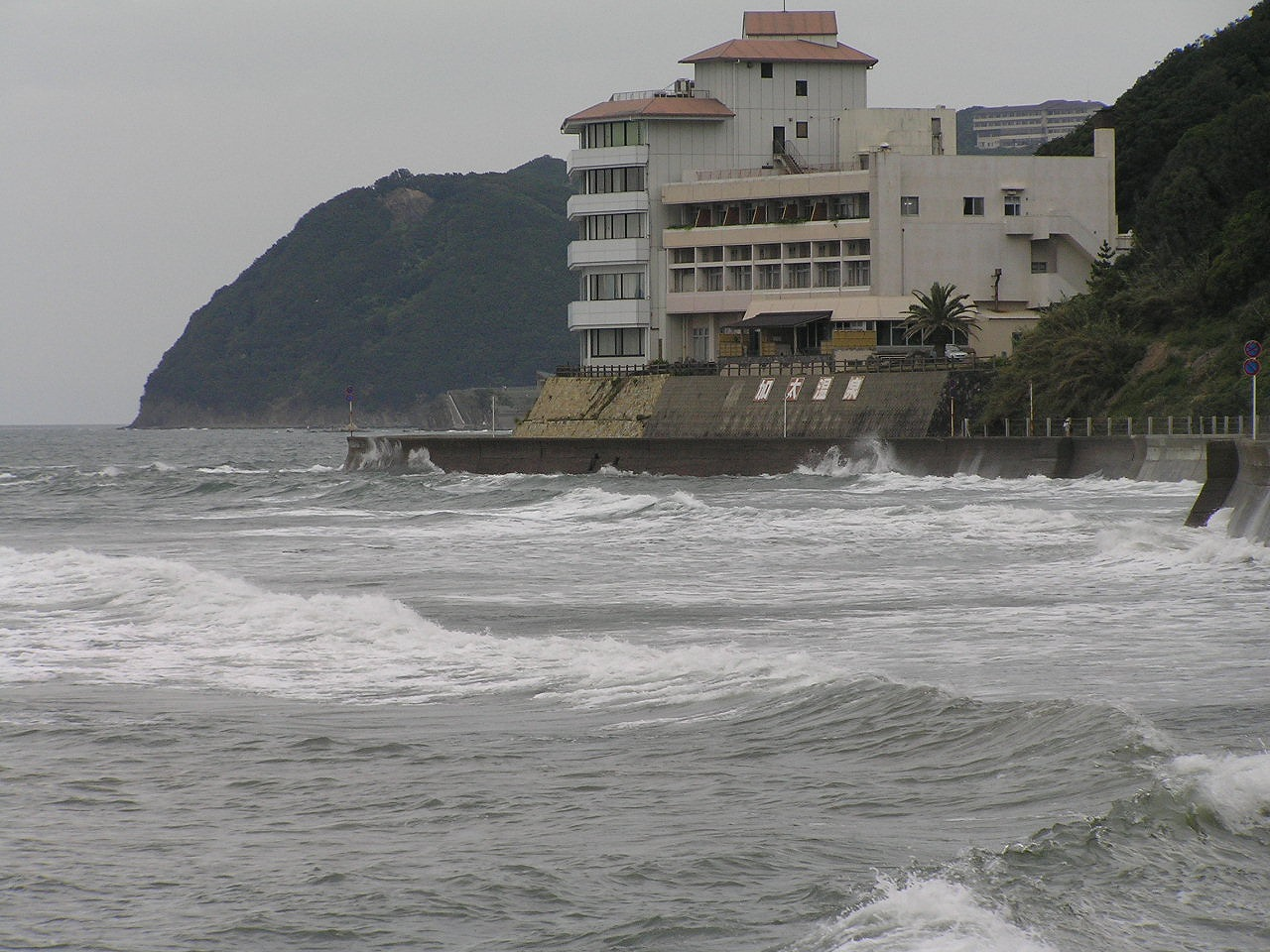
加太淡嶋温泉